# جاش سارجنت
جاشوا توماس سارجنت (متولد ۲۰ فوریه ۲۰۰۰) یک بازیکن حرفه‌ای فوتبال اهل آمریکا است و به عنوان مهاجم برای باشگاه نورویچ سیتی و تیم ملی فوتبال ایالات متحده آمریکا بازی می‌کند. در ماه می ۲۰۱۷ میلادی، در سن ۱۷ سالگی، او جوانترین بازیکن ایالات متحده که در جام جهانی زیر ۲۰ سال فیفا گلزنی کرده‌است انتخاب شد.

## زندگی
سارجنت در اوفالون، میسوری در خانواده دو زوج به نام جف و لیان سارجنت متولد شد که هر دو در سطح کالج فوتبال بازی می‌کردند. جاشوا در ۸ سالگی به باشگاه فوتبال اسکات گالاگر پیوست. او قبل از رفتن به فلوریدا برای پیوستن به برنامه اقامت ایالات متحده، بخشی از دوران دبیرستان خود در سنت دومینیک تحصیل کرد. او به عنوان بازیکن شماره ۲ فوتبال دبیرستان کشور رتبه‌بندی شد.